# Masaaki Nishimori
Masaaki Nishimori (født 12. marts 1985) er en tidligere japansk fodboldspiller.
Han har spillet for flere forskellige klubber i sin karriere, herunder Roasso Kumamoto og V-Varen Nagasaki.